# Joseph Ellis
Joseph John Ellis  (1943- ) est un historien américain qui remporte le Prix Pulitzer d'histoire en 2001 pour son ouvrage Founding Brothers: The Revolutionary Generation.
Joseph Ellis fait ses études au Collège de William et Mary puis à l'université de Yale dont il sort diplômé en 1969. Il enseigne à West Point jusqu'en 1972 lorsqu'il rejoint Mount Holyoke College.
En 2002, The Boston Globe révèle sous la plume du journaliste Mark Kauffman que, contrairement à ce qu'il aurait déclaré dans une série d'entretiens, Ellis n'a jamais été soldat durant la guerre du Vietnam : il n'a en fait jamais quitté West Point. Le scandale est tel qu'Ellis quitte Mount Holyoke et prend un congé sabbatique à durée indéterminée.